# Una trompeta lejana
Una trompeta lejana es una película dirigida por Raoul Walsh en 1964, la última de su larga filmografía.
Protagonizada por Troy Donahue (Matthew Hazard), Suzanne Pleshette (Kitty Mainwarring), Diane McBain, James Gregory, William Reynolds (Teddy Mainwarring), Claude Akins y Kent Smith.
El guion es de John Twist, Richard Fielder y Albert Beich, basado en la novela homónima de Paul Horgan.

## Sinopsis
El año 1883 llega al fuerte Delivery, en Arizona, del teniente Hazzard, recién salido de West Point. El jefe indio Águila de Guerra amenaza el fuerte, que solo tiene una pequeña guarnición poco disciplinada. La situación se complica cuando Hazzard se enamora de la esposa del comandante.